# Geheimvertrag zwischen Österreich-Ungarn und Serbien

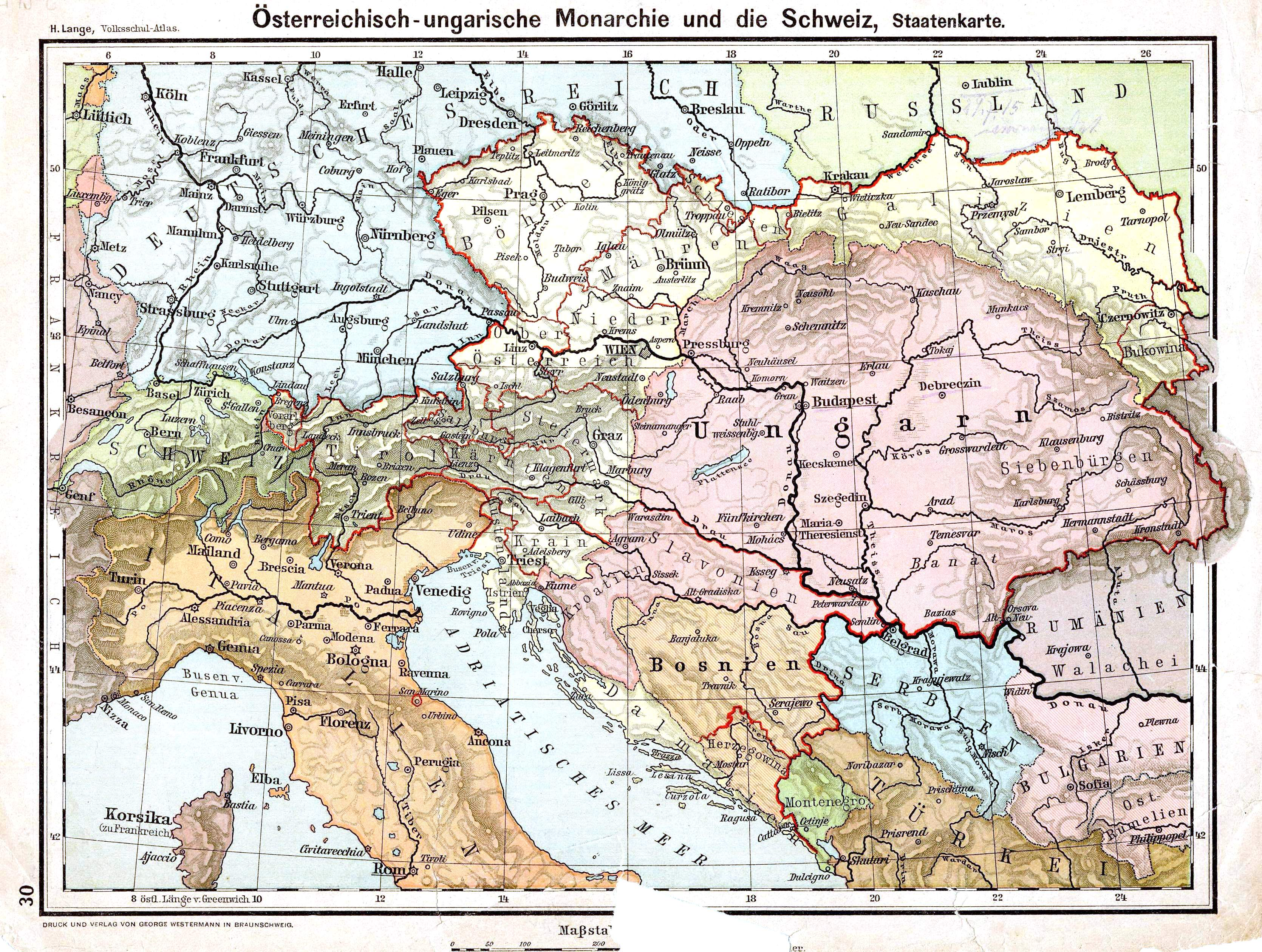
Österreich-Ungarn und Serbien um 1899

Als Geheimvertrag zwischen Österreich-Ungarn und Serbien oder auch Geheime Konvention wird das 1881 aus einem Handelsvertrag (6. Mai) und einem Bündnisvertrag (28. Juni) bestehende Vertragswerk bezeichnet, welches mehrere geheime Zusatzklauseln enthielt. Mit dem Geheimvertrag erkannte Serbien faktisch die Suzeränität Österreich-Ungarns an.
Der Vertrag wurde am 28. Juni 1881 von dem österreichisch-ungarischen Diplomaten Freiherr Gabriel von Herbert-Rathkeal und dem serbischen Politiker Čedomilj Mijatović (serbische Fortschrittspartei).

## Vorgeschichte
Serbien wandte sich aus Enttäuschung über die russische Bulgarienpolitik dem Kaiserhaus Österreich als Verbündeten zu und stellte seine nationalen Ansprüche auf Bosnien und Herzegowina vorläufig zurück. Mit dem Abschluss eines Handelsvertrages am 21. April 1881 sollte Serbien für zwei Jahrzehnte zu einem wirtschaftlichen Nebenland der Donaumonarchie werden. Fast 90 % des Exports und 70 % des Imports wurde mit Österreich-Ungarn abgewickelt.

## Vertragswerk
Der politische Geheimvertrag vom 28. Juni 1881 gestand Österreich-Ungarn weitgehende Vorrechte in der Bestimmung der serbischen Außenpolitik zu. So durfte Serbien keine Verträge mit anderen Staaten ohne vorherige Zustimmung der Donaumonarchie abschließen. Ebenso verpflichtete sich Serbien zum Ausbau einer Eisenbahnstrecke von Belgrad Richtung Sofia und Istanbul sowie zur Regulierung der Donau um das Eiserne Tor für die Schiffsfahrt. Im Gegenzug würde Österreich-Ungarn Serbien auf internationaler Ebene unterstützen. Die Anerkennung Serbiens als Königreich durch die Großmächte 1882 wurde mit Hilfe der österreichisch-ungarischen Diplomatie erwirkt. Serbien verpflichtete sich auf mindestens zehn Jahre, keine territoriellen Ansprüche auf Bosnien, die Herzegowina und dem Sandschak Novi Pazar zu stellen. Im Gegenzug hätte es, soweit im Interesse der Donaumonarchie, freie Hand im Süden gegenüber dem Osmanischen Reich bzw. Makedonien und Bulgarien.
Innenpolitisch verpflichtete sich Serbien, auf seinem Territorium keine gegen Österreich-Ungarn gerichtete großserbische oder panslawistische Propaganda zuzulassen. Nach Bekanntwerden des Vertrags in Serbien regte sich dagegen erheblicher Widerstand in russophilen Kreisen, was auch zum Aufstieg der Radikalen Volkspartei zur stärksten Partei bei den Wahlen im Jahr 1883 beitrug.

## Folgen
Auf die militärischen Klauseln gestützt, beschloss Serbiens König Milan I., sich für zugunsten Österreichs zurückgestellten Territorialansprüche auf Kosten bulgarischer Gebiete zu kompensieren, 1885 begann ein Serbisch-Bulgarischer Krieg. Wiener Banken gewährten Serbien Kriegskredite und Interventionsdrohungen Wiens an Sofia retteten Serbien vor der Niederlage. Der Frieden mit Bulgarien wurde auf der Grundlage des Status quo ante geschlossen.

## Epilog
1887, nach der russischen Einmischung in die bulgarische Thronfolge und einem erfolglosen Attentat auf den serbischen König Milan, wurde der Geheimvertrag um eine Klausel erweitert, wonach Österreich-Ungarn ebenfalls die Interessen der Dynastie des Hauses Obrenović sowohl im serbischen Inland wie auch im Ausland wahren würde.
Der Geheimvertrag endete 1903 mit dem Mord am Königspaar Alexander Obrenović und Draga Mašin und der Inthronisierung von Peter I. Karađorđević als neuen König Serbiens. Trotz seiner vertraglichen Verpflichtungen zum Schutz der gestürzten Dynastie intervenierte Österreich-Ungarn nicht.